# 合铜高速公路
合阳至铜川高速公路，简称合铜高速，是中国国家高速公路网菏宝高速公路（G3511）在陕西省境内的重要路段，也是陕西省“2367”高速公路网七条横向线之一“合凤线”的组成部分。起于渭南市合阳县百良镇，接在建的晋陕界临猗黄河大桥西岸终点，止于铜川市耀州区演池乡，接已建成的延西高速公路黄陵至铜川段，向南共线至关庄枢纽互通立交，接已建成的铜旬高速公路。路线全长160.1公里，其中建设里程130.1公里，共线段29.975公里（与榆蓝高速公路共线10.351公里，与延西高速公路共线19.624公里）。于2017年6月21日开工建设，合阳东至林皋段于2020年12月28日正式通车，全线于2021年11月18日正式通车。

## 工程规模
合铜高速是陕西省第一个省级PPP高速公路项目，也是中华人民共和国财政部第四批PPP示范项目，由中国铁建股份有限公司牵头的联合体全资投资建设。全线共设桥梁30002米/73座（特大桥9368米/6座），隧道3078米/2座。全线设互通立交14处，同步建6条互通式立交连接线共29.77公里；设服务区2处、停车区2处、匝道收费站10处，工程总投资预算142.6亿元人民币。
全线采用高速公路标准建设，设计速度100公里/小时。其中起点至史官南互通式立交、雷牙互通式立交至演池互通式立交段共130.114公里采用双向四车道标准，路基宽度26米；其余29.975公里共线路段，维持既有六车道高速公路标准。新建桥涵设计汽车荷载等级采用公路－Ⅰ级，利用既有桥梁沿用原荷载标准；设计洪水频率1/100（特大桥1/300）；项目区地震动峰值加速度0.10～0.15g，抗震设防烈度Ⅶ度；其他指标执行《公路工程技术标准》（JTGB01-2014）。

### 重点工程
- 水苏沟大桥：全长697米，双幅钢梁总长480米，总重约2323吨，钢桁梁最大跨度达到80米，是中国高速公路最大跨度上承式钢桁梁[6]。
- 大峪河大桥：全长1398米，最大主跨120米，最大高度101.88米，三个主墩高达94.5米，主桥7跨共730米预应力混凝土连续刚构。
- 县西河大桥：全长526米，其中有5跨200米设计为工字钢混凝土组合梁[7]。
- 小河沟大桥：主跨采用（65+3×120+65）预应力混凝土连续刚构[5]。
- 王家河大桥：全长2050米，其中主桥长1170米，最高墩144米，最大总高度188.5米，主桥采用（125+4×230+125）米塔墩梁固结刚构体系的五塔六跨矮塔斜拉桥，桥梁位于平面圆曲线上，桥墩设计为八边形双肢双向渐变空心薄壁墩，是世界已建成的联跨长度最长的曲线矮塔斜拉桥，同时塔墩梁组合高度为陕西省第二高[8][9]。
- 西塔隧道：左线长2340米，右线长2280米，为全线最长隧道[10]。

## 建设历程
- 2013年4月18日，合铜高速公路可行性研究报告，通过陕西省发展和改革委员会和陕西省交通运输厅审查[11]。
- 2013年，合铜高速公路进入国家高速公路网规划[12]。
- 2017年6月21日，合铜高速公路开工建设，计划工期40个月[2]。
- 2018年7月，合铜高速公路规划选址公示，线路起点位于晋陕交界处合阳县百良镇三汲村，与合闻高速衔接，向西偏北方向布设，于合阳县同家庄村东设枢纽立交与京昆高速相接，然后路线继续向西，沿合阳、澄城、白水县城以北布设，沿线主要乡镇有合阳的甘井镇、防虏寨乡，澄城县罗家洼乡，白水县史官镇、雷牙镇、杜康镇、林皋镇，至铜川市阿庄镇后，向西南方向经老城区北侧，于耀州区演池乡与已建成的包茂高速共线至关庄枢纽互通立交[13]。
- 2019年5月9日，合铜高速公路施工图设计获得陕西省交通运输厅以陕交函〔2019〕587号文件批复[5]。
- 2020年12月28日，合阳东互通至林皋段正式建成通车[3]。
- 2021年11月18日，林皋至演池段正式通车，至此，合铜高速全线正式建成通车运营[4]。

## 车辆通行费

### 客车
| 类别 | 车辆类型       | 核定载人数 | 说明                                             | 道路费率标准（元/车·公里） |
| ---- | -------------- | ---------- | ------------------------------------------------ | -------------------------- |
| 1类  | 微型、小型     | ≤9         | 车长小于6000mm且核定载人数不大于9人的载客汽车    | 0.60                       |
| 2类  | 中型乘用车列车 | 10-19—     | 车长小于6000mm且核定载人数为10-19人的载客汽车—   | 1.06                       |
| 3类  | 大型           | ≤39        | 车长不小于6000mm且核定载人数不大于39人的载客汽车 | 1.36                       |
| 4类  | 大型           | ≥40        | 车长不小于6000mm且核定载人数不小于40人的载客汽车 | 1.63                       |

### 货车及专项作业车
| 类别 | 总轴数（含悬浮轴） | 说明                                         | 道路费率标准（元/车·公里） |
| ---- | ------------------ | -------------------------------------------- | -------------------------- |
| 1类  | 2                  | 车长小于6000mm且最大允许总质量小于4500kg     | 0.60                       |
| 2类  | 2                  | 车长不小于6000mm且最大允许总质量不小于4500kg | 1.08                       |
| 3类  | 3                  | —                                            | 1.74                       |
| 4类  | 4                  | —                                            | 2.11                       |
| 5类  | 5                  | —                                            | 2.32                       |
| 6类  | 6                  | —                                            | 2.45                       |

大件运输车辆通行高速公路，道路收费以1类货车收费标准为基数，7轴收费系数为7，7轴以上按每增加一轴增加收费系数1，依此类推，最高至15轴。15轴以上收费系数统一按15轴执行。

## 沿线设施列表
| 地区                                                                                         | 里程 | 类型                              | 名称         | 连接             | 说明                  |
| -------------------------------------------------------------------------------------------- | ---- | --------------------------------- | ------------ | ---------------- | --------------------- |
| 渭南市 合阳县                                                                                |      | 枢纽                              | 合阳东枢纽   | 西禹高速         |                       |
| 渭南市 合阳县                                                                                | 13   | 出入口                            | 同家庄       | 108国道          |                       |
| 渭南市 合阳县                                                                                | 24   | 出入口                            | 合阳北       | 207县道          |                       |
| 渭南市 合阳县                                                                                | 33   | 停车场 · 加油设施 · 修车站 · 餐厅 | 合阳北服务区 | 合阳北服务区     |                       |
| 渭南市 澄城县                                                                                | 39   | 枢纽 · 出入口                     | 澄城北枢纽   | 澄韦高速 211县道 |                       |
| 渭南市 澄城县                                                                                | 69   | 出入口                            | 王庄         | Y274             |                       |
| 渭南市 澄城县                                                                                | 78   | 出入口                            | 冯原         | 201省道          |                       |
| 渭南市 澄城县                                                                                | 82   | 停车场 · 飲料小吃                 | 善化停车区   | 善化停车区       |                       |
| 渭南市 白水县                                                                                |      | 枢纽                              | 史官南枢纽   | 黄蒲高速         | 与 榆蓝高速共线段起点 |
| 渭南市 白水县                                                                                |      | 枢纽                              | 雷牙枢纽     | 黄蒲高速         | 与 榆蓝高速共线段终点 |
| 渭南市 白水县                                                                                | 103  | 出入口                            | 白水北       | 342国道 201省道  |                       |
| 渭南市 白水县                                                                                | 109  | 停车场 · 加油设施 · 修车站 · 餐厅 | 杜康服务区   | 杜康服务区       |                       |
| 渭南市 白水县                                                                                | 115  | 出入口                            | 林皋         | 342国道          |                       |
| 铜川市 印台区                                                                                | 122  | 停车场 · 飲料小吃                 | 阿庄停车区   | 阿庄停车区       |                       |
| 铜川市 印台区                                                                                | 130  | 出入口                            | 红土         | 342国道          |                       |
| 铜川市 印台区                                                                                | 142  | 出入口                            | 铜川东       | 泥阳路           |                       |
| 铜川市 王益区                                                                                | 150  | 出入口                            | 王益经开区   | 216省道          |                       |
| 铜川市 耀州区                                                                                |      | 枢纽                              | 演池立交     | 西延高速         | 与 包茂高速共线段起点 |
| 铜川市 耀州区                                                                                |      | 出入口                            | 演池         | 王京路           |                       |
| 铜川市 耀州区                                                                                |      | 停车场 · 加油设施 · 修车站 · 餐厅 | 耀州服务区   | 耀州服务区       |                       |
| 铜川市 耀州区                                                                                |      | 出入口                            | 锦阳湖       | 耀瑶路           |                       |
| 铜川市 耀州区                                                                                |      | 枢纽                              | 关庄枢纽     | 西延高速         | 与 包茂高速共线段终点 |
| 1.000 英里 = 1.609 千米；1.000 千米 = 0.621 英里 并行路段 • 已关闭／取消 • 限制进入 • 未开放 |      |                                   |              |                  |                       |